# Vlag van Heenvliet

Vlag van de gemeente Heenvliet (1961-1980)

De vlag van Heenvliet is op 23 december 1961 bij raadsbesluit vastgesteld als de gemeentevlag van de Zuid-Hollandse gemeente Heenvliet. De vlag kan als volgt worden beschreven:
Rood, met langs de broek een blauwe balk, waarbij de lengte van de blauwe balk gelijk is aan zijn afstand tot de broek, en op het midden van het uitwaaiend gedeelte een witte leeuw.
Het rode veld met de witte leeuw is gebaseerd op het gemeentewapen; de blauwe balk verbeeldt de vroegere stroom Bernisse. De ontwerper van de vlag, Kl. Sierksma, had in het ontwerp een aanziende leeuw geplaatst naar het voorbeeld van het geslacht Van Heenvliet volgens het wapenboek Beyeren, maar daartegen maakte de Hoge Raad van Adel bezwaar.
Op 1 januari 1980 werd de gemeente opgeheven. Heenvliet kwam onder de nieuw ingestelde gemeente Bernisse te vallen. De vlag is daardoor als gemeentevlag komen te vervallen. Op 1 januari 2015 werd Bernisse met Spijkenisse samengevoegd tot de nieuw ingestelde gemeente Nissewaard.

## Verwante afbeeldingen

Het wapen van Heenvliet

Alkemade 
· Ameide 
· Ammerstol 
· Arkel 
· Asperen 
· Benthuizen 
· Bergambacht 
· Bergschenhoek 
· Berkel en Rodenrijs 
· Bernisse 
· Binnenmaas 
· Bleiswijk 
· Bleskensgraaf en Hofwegen
· Bodegraven 
· Boskoop
· Brielle 
· Cromstrijen 
· De Lier 
· Delfshaven 
· Dirksland 
· Everdingen 
· Geervliet 
· Giessenburg 
· Giessenlanden
· Goedereede 
· Goudswaard 
· Graafstroom 
· 's-Gravendeel 
· 's-Gravenzande 
· Groot-Ammers
· Hagestein 
· Haastrecht 
· Hazerswoude 
· Heenvliet 
· Heerjansdam 
· Hei- en Boeicop
· Heinenoord
· Hellevoetsluis 
· Hillegersberg
· Jacobswoude
· Kamerik
· Korendijk
· Koudekerk aan den Rijn
· Krimpen aan de Lek
· Langerak
· Leerdam
· Leidschendam
· Leimuiden
· Lexmond
· Liemeer
· Liesveld
· Maasland
· Middelharnis
· Mijnsheerenland
· Moerhuizen
· Moerkapelle
· Molenwaard
· Monster
· Moordrecht
· Naaldwijk
· Nederlek
· Nieuw-Beijerland
· Nieuwerkerk aan den IJssel
· Nieuw-Lekkerland
· Nieuwpoort
· Nieuwveen
· Noordwijkerhout
· Nootdorp
· Numansdorp
· Oostflakkee
· Oostvoorne
· Oud-Alblas
· Oud-Beijerland 
· Oude-Tonge 
· Oudenhoorn 
· Ouderkerk 
· Ouderkerk aan den IJssel
· Overschie
· Piershil 
· Pijnacker 
· Poortugaal 
· Puttershoek 
· Reeuwijk 
· Rhoon 
· Rijnsaterwoude 
· Rijnsburg 
· Rijnwoude 
· Rockanje 
· Rozenburg 
· Sassenheim 
· Schelluinen 
· Schipluiden 
· Schoonhoven 
· Schoonrewoerd 
· Sommelsdijk 
· Spijkenisse 
· Streefkerk 
· Strijen 
· Ter Aar 
· Valkenburg 
· Vianen 
· Vierpolders 
· Vlist 
· Voorburg 
· Voorhout 
· Warmond 
· Wateringen 
· Westmaas 
· Westvoorne 
· Woerden 
· Woubrugge 
· Zederik 
· Zevenhoven 
· Zevenhuizen 
· Zevenhuizen-Moerkapelle 
· Zuid-Beijerland 
· Zuidland 
· Zwammerdam 
· Zwartewaal